# Medina carbonata
Medina carbonata là một loài ruồi trong họ Tachinidae.